# Dolors Garcia i Cornellà
Dolors Garcia i Cornellà (Girona, 1 de juny de 1956) és una escriptora catalana de literatura infantil i juvenil, llicenciada en psicologia. Gairebé tota la seva obra ha estat escrita i publicada en llengua catalana, comptant amb una cinquantena de títols publicats, alguns dels quals han estat traduïts al castellà.

## Obres

### Narrativa infantil
- Les ànimes de Terramorta (La Galera, Barcelona, 2010)
- Els brons i l'exèrcit invisible (Edicions del Pirata, Barcelona, 2009)
- L'Oleguer i el clan de les Llunes Grises (Barcanova, Barcelona, 2009)
- Els brons i el malefici de les tres harpies (Edicions del Pirata, Barcelona, 2008)
- Peripècies d'un rescat (La Formiga, Barcelona, 2007)
- Marvin, l'enllustrador de sabates/Marvin, el limpiabotas (Bromera, Alzira, 2008)
- Els brons a les Fondalades Tenebroses (Edicions del Pirata, Barcelona, 2004)
- Contes d'estar per casa (2003)
- Els pingüins del 44 (2003)
- La nit de les dues-centes mil llunes (2001)
- L'home que estimava els núvols (2002)
- El nen de Ningú/Beniche, el niño de nadie (2000) «Finalista Premi Ala Delta 2000»
- El malastruc (1999)
- Sopa de nit (1999)
- L'herba llunera i altres contes (1998)
- Els boscos blaus (1998)
- Contes a una cama trencada (1997)
- Els carrers d'en Bru (1996)
- Ni un, ni dos, ni tres (1994)
- La boira més blanca (1993)
- Què passa, Gil microbi? (1992)
- Bufa, Buf! (1992)
- Frifrit (1993)
- El senyor dels punts suspensius (1992)
- L'atzur màgic de l'enigma (1991)
- La lluna de les mil cares (1988)
- El secret de la tortuga (1987)
- El drac de Bagastrà (1986)

### Narrativa juvenil
- Diumenge al matí, al peu del salze. Barcelona: Barcanova, 2015. "Premi Barcanova de Literatura Juvenil" "Seleccionat a White Ravens 2016"
- Vida, obra i secrets d'Helena Mascort. Picanya: Edicions del Bullent, 2013
- S'acosta un front fred que deixarà neu a cotes baixes. Barcelona: Estrella Polar, 2011
- Xibalbà, el regne de la por. Barcelona: Barcanova, 2009
- Suc de nabius. Barcelona: Cruïlla, 2008
- La por que no s'acaba mai. Barcelona: Alfaguara – Voramar, 2005
- L'esclau del mercadal. Alzira: Bromera, 2004
- Els joves de Bharuland. Barcelona: La Galera, 2003
- Sense cobertura. Barcelona: Proa, 2002
- Quan es cremen els gira-sols. Barcelona: Columna, 1999 «Finalista Premi Columna 1998»
- Tretze dies i una nit. Barcelona: Cruïlla, 1997
- Que se'n vagin els estranys! Barcelona: Cruïlla, 1995
- Els joves de Bharuland. Barcelona: Pòrtic, 1991
- Canya plàstica. Barcelona: Cruïlla, 1987
- Albert. Girona: El Pont de Pedra, 1986
- Serena. Girona: 1956

### Altres publicacions
- Stop. Girona: Museu d'Art, 2003 [Conte didàctic]
- 40 Anys d'històries. Barcelona: La Galera, 2003 (Microrelat: Els carrers molls)
- Aprendre de lletra. Barcelona, Enciclopèdia catalana, 2002 (Conte: L'Aula Màgica)
- Festes i tradicions a Girona. Girona: Ajuntament, 2000
- La Guia de Girona. Girona: Ajuntament, 1995 [Text històric]
- Llegendes de Girona: Itinerari pel barri vell. Girona: Ajuntament, 1995
- El vigilant dels cinc sentits: Itinerari pels jardins de la Devesa. Girona: Ajuntament, 1995
- Girona, una ciutat, una història. Girona: Ajuntament, 1994 [Guió de còmic]
- En Bufalletres. Girona: Ajuntament, 1994
- Monòlegs a tres bandes. Girona: Acme, 1992 (Monòleg: La Gran Mentida)
- Tapís. Narradors a Girona. Banyoles: Ajuntament, 1990 (Relat: La bassa)
- Serena. Barcelona

## Premis
- 1985 Premi Just Manuel Casero per Albert[1]
- 1992 Premi Ciutat d'Olot per Frifrit[2]
- 1996 Folch i Torres per Contes a una cama trencada[3]
- 1998 Lola Anglada per Sopa de nit[3]
- 1998 Ciutat d'Olot de Contes Infantils per L'herba llunera i altres contes[3]
- 2000 Folch i Torres per La nit de les dues-centes mil llunes[3]
- 2001 Premi Lola Anglada per L'home que estimava els núvols[4]
- 2001 Premi Joaquim Ruyra per Sense cobertura[5]
- 2003 Premi Bancaixa de Narrativa Juvenil per L'esclau del mercadal[3][6]
- 2005 Premi 10 Alfaguara de Literatura Infantil i Juvenil per La por que no s'acaba mai[7]
- 2007 Premi de narrativa infantil Vicent Silvestre per Marvin, l'enllustrador de sabates[3]
- 2010 Premi Guillem Cifre de Colonya per Les ànimes de la Terramorta[1]
- 2011 Ramon Muntaner per S'acosta un front fred que deixarà neu a cotes baixes[3]
- 2012 Crítica Serra d'Or per S'acosta un front fred que deixarà neu a cotes baixes[3]
- 2013 Premi Enric Valor de Narrativa juvenil per Vida, obra i secrets d'Helena Mascort[8]
- 2016 Selecció White Ravens per Diumenge al matí, al peu del salze